# Bundesstraße 81
Die deutsche Bundesstraße 81 (Abkürzung: B 81) dient als Verbindung zwischen Magdeburg, Halberstadt und Nordhausen.

## Verlauf
Sie beginnt im Stadtgebiet von Magdeburg in Sachsen-Anhalt an der Bundesstraße 71. Kurz vor dem südlichen Ende Magdeburgs befindet sich die Anschlussstelle der A 14. Es schließt sich die Ortsumgehung von Langenweddingen an.
Südlich der Ortslage Langenweddingen kreuzt die B 81 die Bundesstraße 246a, welche aus Richtung Wanzleben (West) in Richtung Schönebeck (Elbe) (Ost) führt.
Im Bereich der Ortsumgehung Egeln mündet die Bundesstraße 180 aus Richtung Wanzleben auf die B 81. Im weiteren Verlauf dieser Ortsumgehung erfolgt die Querung des Flusses Bode. Anschließend mündet die Bundesstraße 180 aus Richtung Aschersleben ein.
Weiter führt die B 81 über die 2007/2008 errichtete Ortsumgehung Kroppenstedt und quert im Zuge der Ortsumgehung Gröningen erneut die Bode.
Kurz vor Halberstadt kreuzt sie die Bundesstraße 245 aus Richtung Schwanebeck und Eilsleben, in Halberstadt trifft sie auf die Bundesstraße 79. Die B 81 verbindet im weiteren Verlauf die Stadt Halberstadt mit der Nordharzautobahn Bundesstraße 6n im Westen. Deshalb steht ein autobahnähnlicher Ausbau dieses Streckenabschnittes im weiteren Bedarf des Bundesverkehrswegeplans.
Die B 81 kreuzt die Bundesautobahn 36 an den Anschlussstellen Halberstadt/Heimburg  und Blankenburg-Mitte. In Blankenburg trifft sie auf die Bundesstraße 27.
Im weiteren Verlauf führt die B 81 durch den Harz. Etwa 6 km hinter Blankenburg trifft die Bundesstraße auf den kleinen Ort Wendefurth. Unterhalb der Talsperre Wendefurth überquert die B 81 die Bode und führt dann auf der Wendefurther Steige zum Oberbecken des Pumpspeicherwerkes Wendefurth.
Nach weiteren 7 km kommt der Luftkurort Hasselfelde, in dem die B 81 auf die Bundesstraße 242 trifft.
Schließlich führt die B 81 über die Landesgrenze Sachsen-Anhalts und Thüringens nach Netzkater, einem Ortsteil von Ilfeld, wo sie an der Kreuzung mit der Bundesstraße 4 endet.

## Ausbauzustand
Von ihrem Beginn in Magdeburg an ist die B 81 vierstreifig und autobahnähnlich ausgebaut. Ursprünglich begann die Bundesstraße im Magdeburger Stadtteil Leipziger Straße südlich des Magdeburger Hauptbahnhofs und führt als Halberstädter Straße bzw. Chaussee weiter durch Sudenberg und Ottersleben nach Langenweddingen. Auf der zur Gemeindestraße herabgestuften Strecke ereignete sich das Eisenbahnunglück von Langenweddingen, bei dem am 6. Juli 1967 nach offiziellen Angaben 94 Menschen ums Leben kamen.
Im weiteren Verlauf  bis zur Einmündung der Bundesstraße 180 aus Richtung Wanzleben ist die alte Strecke von der „gelben Autobahn“ überbaut worden. Im Bereich der Ortsumgehung Egeln ist die neue Straße zwar vierspurig, jedoch nicht mehr kreuzungsfrei. Danach wurden nur noch die Ortsumfahrungen Kroppenstedt und Gröningen zweistreifig realisiert.
Die Umfahrungen Halberstadt und Blankenburg sind im aktuellen Bundesverkehrswegeplan im vordringlichen Bedarf eingestuft. Derzeit laufen die Planungen. Die Ortsumfahrung Hasselfelde ist im weiteren Bedarf.